# Grace Manuela Nguelo'O Mabeu
Grace Manuela Nguelo'O Mabeu, née le 08 novembre 2005, est une nageuse camerounaise spécialiste des épreuves de sprint en nage libre et papillon (50m). Elle représente le Cameroun aux Jeux olympiques d'été de 2024.

## Biographie
Grace Manuela Nguelo'O nait le 8 novembre 2005 au Cameroun. Elle réalise sa première grande performance sur le plan national à l'âge de 18 ans lors du championnat national d'élite de natation, en bouclant le 50 mètres nage libre en 30″80, record national. Lors des championnats du monde 2024, elle termine à la 99ème place pour le 50 m nage libre femmes.
En 2024, elle participe aux Championnats du monde de natation, où elle termine à la 99ᵉ place dans l'épreuve du 50 mètres nage libre femmes. La même année, elle représente le Cameroun aux Jeux olympiques d'été, consolidant sa présence sur la scène mondiale et devenant l’une des rares nageuses camerounaises à atteindre ce niveau.[réf. nécessaire]

## Records
- Record national camerounais du 50m nage libre lors du championnat national de natation en 2024